# Pakisan (Cawas)
Pakisan is een bestuurslaag in het regentschap Klaten van de provincie Midden-Java, Indonesië. Pakisan telt 2895 inwoners (volkstelling 2010).